# Эфиопская лягушка
Эфиопская лягушка (лат. Conraua beccarii) — вид бесхвостых земноводных семейства Conrauidae, обитающий в Эритрее и Эфиопии. Его естественной средой обитания являются субтропические или тропические влажные горные леса, субтропические или тропические сухие низинные луга, субтропические или тропические высокогорные пастбища, реки и пресноводные болота. Ему угрожает потеря среды обитания.
Этот вид встречается к западу от Великой рифтовой долины на высоте от 800 до 2500 метров над уровнем моря. Джордж Альберт Буленджер был первым, кто изучил данный вид в 1911 году. Вид был назван в честь итальянского ботаника и путешественника Одоардо Беккари.